# Міграційна картка
Міграційна картка — це документ, який містить основні відомості про прибулих до України іноземних громадян, а також осіб без громадянства. Бланки міграційних карток заповняються власноручно іноземним громадянином перед в'їздом (прильотом) до українського прикордонного пункту.

## Порядок оформлення
Видача бланків Міграційних карток є безкоштовною та здійснюється:
- на залізничному транспорті — членами поїздових бригад (провідниками);
- в пасажирському автобусному сполученні — водієм автобуса;
- при прибутті морським та річковим транспортом — членами екіпажів суден;
- при прибутті власним транспортом, або у пішому порядку — працівниками прикордонної служби перед в'їздом (входом) безпосередньо до зони контролю КПП.

Аналогічна система застосування міграційних карток є в багатьох країнах світу в тому числі і в США, Єгипті, та Казахстані.
| Україна | Це незавершена стаття про Україну. Ви можете допомогти проєкту, виправивши або дописавши її. |